# Olav Sepp
Olav Sepp (* 5. Mai 1969 in Tallinn) ist ein estnischer Schachspieler. Seit 1994 trägt er den Titel Internationaler Meister.

## Erfolge
Er wurde sechsmal estnischer Meister (1989, 1991–1995), mehrmals landete er unter den ersten drei: 2. Platz 1997, 3. Platz 1998, 2. Platz 1999 und 2000, 3. Platz 2001, 3. Platz 2005 (geteilter zweiter Platz, jedoch verlorener Tiebreak), und 2. Platz 2006 (geteilter erster Platz, jedoch verlorener Tiebreak). Achtmal vertrat er Estland bei Schacholympiaden: 1992, 1994, 1996, 2000, 2004, 2006, 2008 und 2010. Viermal (1992, 2003, 2005 und 2007) nahm er an Mannschaftseuropameisterschaften teil.
Am European Club Cup nahm Olav Sepp je dreimal mit den estnischen Vereinen Paide MK und Pärnu MK und zweimal mit dem finnischen Verein Etelä-Vantaan Shakki teil.